# Двум
«Двум» — пятая книга стихов Михаила Кузмина.
Единственное прижизненное издание было осуществлено издательством артели художников «Сегодня» в 1918 году. Издательство выпустило несколько сборников стихов разных авторов с гравюрами. Автор обложки к «Двум» — Е. Турова.
Это самый маленький стихотворный сборник Кузмина: книга состоит всего из двух стихотворений, оба написаны в 1917 году. Второй текст посвящён Лиле Брик, жене Осипа Брика, возлюбленной Владимира Маяковского.